# Tiassé Koné
Tiassé Koné (* 17. Oktober 1987 in Touba) ist ein ehemaliger ivorischer Fußballtorhüter.

## Karriere

### Verein
In seiner Jugend spielte er mit ca. 14 Jahren beim JFC Cocody Olympic aus Abidjan. Von 2002 bis 2003 war er beim ASC Bouaké aus der gleichnamigen Stadt. Danach ging es für ihn nach Äquatorial-Guinea wo er beim Akonangui FC aus Ebebiyín spielen sollte. Von dort aus ging es dann im Jahr 2005 weiter nach Gabun zum FC 105 Libreville in die Hauptstadt des Landes. Seine erste Station als Erwachsener Spieler war dann wieder in seinem Heimatland bei Africa Sports National. Zum Jahresanfang 2008 wechselte er dann erstmals nach Europa, um sich Spartak Naltschik in Russland anzuschließen. Im September desselben Jahres ging es für ihn dann aber schon wieder weiter nach Belgien zum UR Namur. Diesen verließ er aber bereits im November und kehrte wieder in seine Heimat zu seinem ehemaligen Klub Africa Sports zurück. Dort blieb er dann bis zum Saisonende 2009/10 und ging dann innerhalb der Elfenbeinküste zu Issia Wazy. Anfang 2012 wechselte er dann nochmal zu ASEC Mimosas, wo er dann nach der Saison 2014/15 auch seine Karriere beendete.

### Nationalmannschaft
Seinen einzigen Einsatz in der Nationalmannschaft hatte er am 9. Februar 2008 im Spiel um den dritten Platz des Afrika-Cup 2008 in Ghana gegen die Gastgebermannschaft. In diesem Spiel stand er für 90 Minuten zwischen den Pfosten und musste insgesamt viermal hinter sich greifen. Das Spiel wurde mit 4:2 verloren.